# NGC 6754A
NGC 6754A is een spiraalvormig sterrenstelsel in het sterrenbeeld Telescoop. Het hemelobject werd op 8 juli 1834 ontdekt door de Britse astronoom John Herschel.

## Synoniemen
- ESO 231-23
- IRAS 19048-5107
- PGC 62816